# Incertae sedis
Incertae sedis lub incertæ sedis (łac. „o niepewnej pozycji”) – termin używany w taksonomii do określenia jednostki taksonomicznej, której szersze pokrewieństwo jest nieznane lub niezdefiniowane. Czasami stosowane jest też określenie sedis mutabilis.

## Wyjaśnienie terminu
Termin pochodzi z języka łacińskiego, od słowa sedes, dosłownie „miejsce do siedzenia”, w przenośni „położenie”. Wyrażenie jest w dopełniaczu, więc nie ulega zmianie (grupa incertae sedis, grupy incertae sedis).
Wyrażenie określa niepewność dotyczącą interpretacji pokrewieństw, w odróżnieniu od wyrażeń takich jak nomen dubium czy species inquirenda, odnoszących się do sytuacji w której nie ma pewności co do właściwego użycia nazwy ze względów nomenklatorycznych (często chodzi o zaginięcie typu).

## Przykłady grupincertae sedis
Niepewność taksonomiczna może odnosić się do różnych rang klasyfikacyjnych. Na przykład chitinozoa (mikroskamieniałości paleozoiczne) interpretowane są czasem jako protisty, a czasem jako jaja zwierząt; jest więc to niepewność na poziomie królestwa. Natomiast Apertomeandrinidae są rodziną incertae sedis w obrębie typu otwornic (niepewność na poziomie gromady). Dla uściślenia poziomu niepewności używa się więc czasem dokładniejszych określeń, na przykład incerti ordinis (o niepewnej przynależności na poziomie rzędu), incertae familiae (o niepewnej przynależności na poziomie rodziny).
Innymi grupami incertae sedis są:
- receptakulity(inne języki);
- tentakulity;
- Thylacocephala(inne języki);
- Vetulicolia.

Szczególnie wiele taksonów incertae sedis znajduje się wśród grup wymarłych.

## Przykłady grup, których pokrewieństwa wyjaśniono
Pokrewieństwa niektórych grup, dawniej uważanych za incertae sedis, udało się wyjaśnić w sposób zadowalający. Przykładem takiej grupy są konularie, stanowiące dla dawniejszych paleontologów zagadkę, które okazały się krążkopławami lub parzydełkowcami zbliżonymi do krążkopławów; hipotezę tę zaproponował jako pierwszy Helmut Kiderlen i dziś jest ona powszechnie przyjęta.